# 塔斯尼耶尔
塔斯尼耶尔（法語：Tassenières，法語發音：[tasnjɛʁ]）是法国汝拉省的一个市镇，位于该省西北部，属于多勒区。

## 地理
塔斯尼耶尔（46°55'19"N, 5°30'54"E）面积6.64 平方千米，位于法国勃艮第-弗朗什-孔泰大區汝拉省，该省份为法国东部内陆省份，北起上索恩省，西北接科多尔省，西临索恩-卢瓦尔省，南至安省，东与杜省和瑞士接壤。
与塔斯尼耶尔接壤的市镇（或旧市镇、城区）包括：勒代绍、比耶夫莫兰、布勒特尼耶尔、谢讷贝尔纳、加泰、塞利涅、维莱罗贝尔。

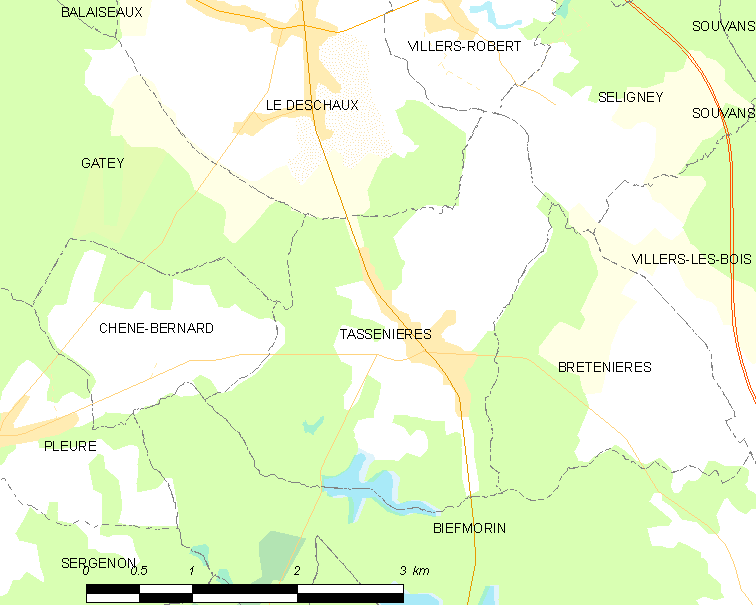
塔斯尼耶尔的OSM定位图

塔斯尼耶尔的时区为UTC+01:00、UTC+02:00（夏令时）。

## 行政
塔斯尼耶尔的邮政编码为39120，INSEE市镇编码为39525。

## 政治
塔斯尼耶尔所属的省级选区为塔沃县。

## 人口

1962-2008年间塔斯尼耶尔人口变化图示

塔斯尼耶尔于2022年1月1日时的人口数量为396人。